# Диспетчер завдань
Диспетчер завдань — комп'ютерна програма (утиліта) для виведення на екран списку запущених процесів і споживаних ними ресурсів (зокрема статусу, процесорного часу і споживаної оперативної пам'яті). Додатковими функціями диспетчера завдань можуть бути можливість завершити один з процесів або змінити його пріоритет. У деяких операційних системах, подібна програма дозволяє спостерігати завантаженість процесора, оперативної пам'яті, мережевих підключень та інших ресурсів.

## Диспетчери завдань у різних операційних системах

### Microsoft Windows
Диспетчер завдань — вбудована в операційну систему утиліта. Вона містить вкладки:
- Застосунки. Дозволяє перемкнутися в потрібний застосунок, або завершити його.
- Процеси. Різноманітні дані про всі запущені в системі процеси, які можна завершувати, змінювати пріоритет, задавати відповідність процесорам (у багатопроцесорних системах)
- Служби (починаючи з Vista). Відомості про всі служби Windows.
- Продуктивність. Графіки завантаження процесора (процесорів), використання оперативної пам'яті.
- Мережа (відсутня в разі відсутності активних мережевих підключень). Графіки завантаження мережевих підключень.
- Користувачі (тільки в режимі адміністратор). Маніпулювання активними користувачами.

Також існують програми сторонніх виробників, що мають подібні можливості:
- Process Hacker (безкоштовна, ліцензія GNU).
- Різні файлові плагіни (AceHelper, Processes тощо) для Total Commander.
- Плагін Список процесів (Process list) для Far Manager.
- AnVir Task Manager[d]

### UNIX, GNU/Linux

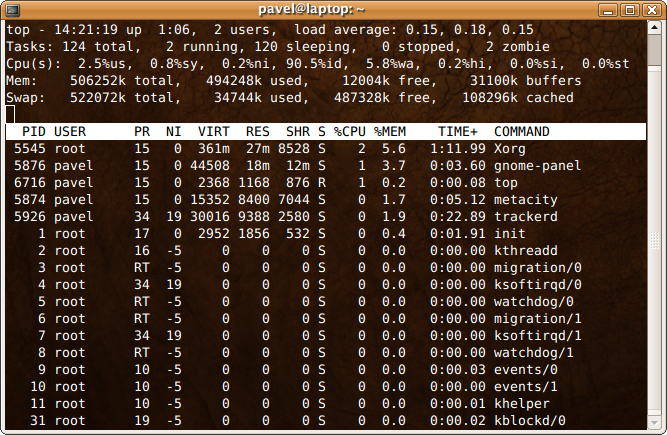
Linux top

Список процесів можна викликати з консолі, запустивши інтерактивну програму top. Часто використовується й неінтерактивна програма ps, що дозволяє отримати необхідну інформацію про окремі процеси за допомогою скриптової мови. Також існує багато графічних оболонок для різних стільничних середовищ: KDE System Guard і KTop для KDE 3, System Activity для KDE 4, System Monitor для GNOME, Xfce Task Manager для Xfce, LXTask (LXDE) тощо.

### Mac OS
Починаючи з версії Mac OS X, утиліта диспетчера завдань має назву Activity Monitor (укр. Моніторинг діяльності). Раніше вона називалася Process Viewer.